# Monopoly City Streets
Monopoly City Streets est un jeu de société en ligne basé sur le Monopoly utilisant les vrais noms de rues via Google Maps et OpenStreetMap. Il est développé par Tribal DDB (en), filiale de DDB Worldwide et agence numérique de Hasbro, avec le soutien de Google. Le jeu est sorti le 9 septembre 2009 et s'est terminé le 9 décembre 2009.

## Présentation
Les joueurs de Monopoly City Streets commencent avec trois millions de dollars virtuels. Ils peuvent acheter des biens immobiliers existants : hôtels, maisons, stades, châteaux, gratte-ciel, etc. Les joueurs reçoivent un loyer compris entre 50 000 $ pour une maison et 100 millions de dollars pour un gratte-ciel,.
Le prix des biens immobiliers dépend de leur localisation géographique.
Les joueurs peuvent acheter, vendre et négocier les prix avec les autres joueurs. Ils reçoivent aléatoirement une carte de chance qui leur permet de construire des obstacles dans leurs rues afin de nuire aux autres joueurs ou d'obtenir des bâtiments bonus permettant de se protéger contre les obstacles, tels que les parcs, les écoles, les châteaux d'eau et les parcs éoliens.
Le jeu est officiellement fermé.